# Roestbuikmalkoha
De roestbuikmalkoha (Phaenicophaeus curvirostris) is een koekoekssoort uit het geslacht Phaenicophaeus.

## Beschrijving
De roestbuikmalkoha is 49 cm lang. De vogel heeft een rode washuid om het oog en een lichte, iets gebogen snavel. De mantel en de vleugel zijn donkergroen, de nek en de bovenkop zijn grijs en de hals, borst, buik en de onderkant van de staart zijn roestbruin. Er zijn geen witte vlekken op de uiteinden van de staartpennen zoals bij ander soorten malkoha's.

## Verspreiding en leefgebied
De roestbuikmalkoha komt voor op het schiereiland Malakka, Sumatra, Borneo, Java en Palawan (Filipijnen). Het is een algemeen voorkomende vogel van verschillende typen bos en aanplantingen zowel in het laagland als in heuvelland tot 1000 m boven de zeespiegel.
De soort telt zes ondersoorten:
- P. c. singularis: van zuidelijk Myanmar tot Sumatra.
- P. c. oeneicaudus: Mentawai-eilanden (nabij zuidwestelijk Sumatra).
- P. c. curvirostris: westelijk en centraal Java.
- P. c. deningeri: oostelijk Java en Bali.
- P. c. microrhinus: Borneo en Banka.
- P. c. harringtoni: de zuidelijke Filipijnen.

## Status
De roestbuikmalkoha heeft een groot verspreidingsgebied en de grootte van de populatie is niet gekwantificeerd. Er is geen aanleiding te veronderstellen dat de soort in aantal achteruit gaat. Daarom staat deze malkoha als niet bedreigd op de Rode Lijst van de IUCN.